# The Hurricane Kid
The Hurricane Kid è un film muto del 1925 diretto da Edward Sedgwick. Il western fu interpretato da Hoot Gibson e Marion Nixon.

## Produzione
Il film, prodotto dall'Universal Pictures, durante la lavorazione prese il titolo di The Cactus Kid.

## Distribuzione
Il copyright del film, richiesto dall'Universal Pictures Corp., fu registrato il 7 novembre 1924 con il numero.
Distribuito dall'Universal Pictures e presentato da Carl Laemmle, il film uscì nelle sale cinematografiche USA il 25 gennaio 1925 dopo essere stato presentato a New York il 30 dicembre 1924. Il 15 aprile 1926 uscì in Danimarca con il titolo Orkanens Søn; il 4 luglio 1927, in Portogallo come Furacão.
Anche se alcune fonti la considerano una pellicola perduta, la Library of Congress riporta che una copia del film è conservata negli archivi Det Danske Filminstitut.